# Jeunes filles en détresse
Jeunes filles en détresse (deutsch „Junge Mädchen in Not“) ist ein französisches Jugenddrama von G. W. Pabst aus dem Jahr 1939 mit der zur Drehzeit erst 16-jährigen Micheline Presle in einer ihrer ersten Hauptrollen.

## Handlung
Jacqueline ist 16 Jahre alt, ihre vielbeschäftigten Eltern haben kaum Zeit für sie, denn ihnen sind ihr berufliches Fortkommen offensichtlich wichtiger als alles andere: Monsieur macht Karriere als Rechtsanwalt, spezialisiert auf Scheidungen, und Madame hat als Ärztin mit eigener Klinik rund um die Uhr zu tun. Als Jacquelines Eltern klar wird, dass sie ihre Tochter vernachlässigt haben, schicken sie sie auf ein vornehmes Mädchenpensionat, das Villand. Dort findet Jacqueline rasch neue Freundinnen, von denen den meisten es ebenso wie ihr ergeht, zumal viele von ihnen Scheidungskinder sind. 
Besonders engen Kontakt pflegt sie zu Margot, deren Mutter die bekannte Schauspielerin Pola d’Ivry ist. Als Margot aufgrund der ehelichen Verhältnisse daheim einen Selbstmordversuch unternimmt, reicht es Jacqueline und den anderen: Gemeinsam gründen die jungen Damen eine „Liga gegen die elterliche Scheidung“, genannt „Licodipa“. Dies erscheint auch bitter nötig, denn offensichtlich haben auch Jacquelines Eltern vor, sich zu trennen. Und tatsächlich kann Jacqueline ihre auseinanderdriftenden Eltern wieder zusammenbringen.

## Produktionsnotizen
Für Georg Wilhelm Pabst, seit 1932 Frankreich-Resident, war Jeunes filles en détresse der letzte französischsprachige Film. Noch im Sommer desselben Jahres 1939 kehrte er in das inzwischen von Hitler-Deutschland annektierte Österreich (nunmehr „Ostmark“) zurück, um seine kranke Mutter zu besuchen. Als der Zweite Weltkrieg ausbrach, konnte er nicht mehr nach Frankreich zurück.
Jeunes filles en détresse wurde am 25. August 1939 uraufgeführt, keine Woche vor dem Kriegsausbruch. Die Filmbauten schuf Andrej Andrejew, die Kostüme entwarf Jacques Manuel. In Deutschland wurde der Film nie gezeigt.
Drehbuchautorin Christa Winsloe war acht Jahre zuvor mit der Verfilmung einer ihrer Vorlagen, Mädchen in Uniform, schlagartig bekannt geworden.
Micheline Presle hieß eigentlich Micheline Chassagne und erwählte nach diesem Film ihren Rollennamen „Presle“ als ihren neuen Künstlernamen.